# Миокардиодистрофия
Миокардиодистрофия — невоспалительное поражение сердечной мышцы в виде нарушений её метаболизма под влиянием внесердечных факторов.

## Этиология
1) анемии;
2) недостаточное питание, ожирение;
3) витаминная недостаточность;
4) поражение печени, почек;
5) нарушения отдельных видов обмена веществ;
6) заболевания эндокринной системы;
7) системные заболевания;
8) интоксикации;
9) физическое перенапряжение;
10) инфекции;
11) генетически обусловленные молекулярные дефекты обмена веществ.

## Патогенез
Изменение течения биохимических процессов в миокарде с последующим нарушением микроструктур и сократительной функции мышечных волокон, до определённого предела обратимым.

## Симптомы
Нередко маскируется признаками основного заболевания. Отмечается повышенная утомляемость, небольшая одышка при физических напряжениях, приглушение I тона сердца на верхушке, иногда умеренная тахикардия. При анемии часто выслушивается систолический шум над верхушкой и лёгочной артерией, при тиреотоксикозе нередки боли в области сердца, выраженная тахикардия, повышение систолического и пульсового давления, мерцательная аритмия; при микседеме — одышка, редкий пульс, гипотония, глухие тоны, рано появляются признаки сердечной недостаточности; при алкогольной миокардиодистрофии часты жалобы на сердцебиение, тахикардия, увеличение размеров сердца, сердечная недостаточность.
При прогрессирующем течении миокардиодистрофии любой природы развиваются сердечная недостаточность, нарушение сердечного ритма.

## Диагностика
Изменения ЭКГ чаще умеренные, выражаются в снижении, уплощении и инверсии зубцов Т; при микседеме — снижение вольтажа, при электролитных нарушениях — изменения, наблюдающиеся при гипо- или гиперкалиемии. Лабораторные данные — отсутствуют признаки воспалительного процесса.
Аускультативно отмечается ослабление верхушечного толчка и тонов сердца. При велоэргометрии наблюдается снижение толерантности к физическим нагрузкам.
Дифференциальный диагноз проводят с хронической ишемической болезнью сердца, миокардитами, миокардиопатиями.

## Лечение
Устранение основного патологического процесса, вызвавшего миокардиодистрофию. Регулирование режима труда, предупреждение физических перегрузок, рациональное питание (коррекция обменных нарушений), санация хронических очагов инфекции. Назначают средства, способствующие нормализации обмена в миокарде — поливитаминные препараты, оротат калия (1 г в день), кокарбоксилазу (50-100 мг в день), метандростенолон (неробол) (0,005-0,01 г в день) и др. Прогноз при адекватной терапии благоприятный.